# Gimsøya
Gimsøya is een eiland in Lofoten in Noorwegen. Het eiland ligt tussen de eilanden Austvågøy en Vestvågøy en maakt deel uit van de gemeente Vågan. Tussen 1856 en 1964 was het een zelfstandige gemeente. Het is door bruggen met beide buureilanden verbonden. 
Het zuiden en oosten van het eiland is bergachtig. Hier ligt ook de Bardstrandfjell, met 767 meter het hoogste punt van het eiland. In het noorden en westen is het eiland vlak. Een deel van het eiland is natuurreservaat.

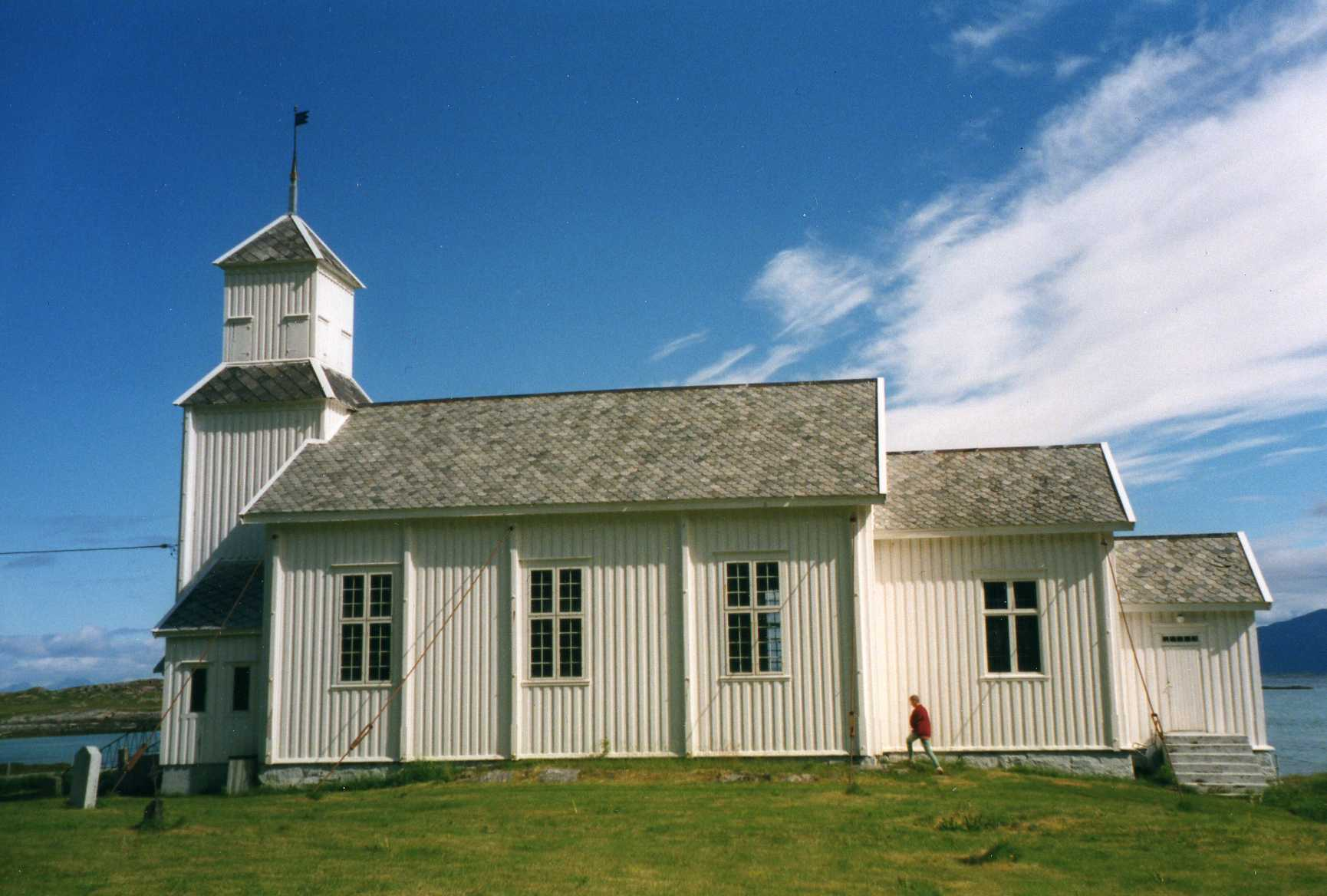
Kerk

In het dorp Gimsøy staat een kerkgebouw uit 1876. Deze verving een eerdere kerk. Het houten gebouw biedt plaats aan 300 mensen.